# Кинг, Мэри-Клэр
Мэри-Клэр Кинг (англ. Mary-Claire King; род. 27 февраля 1946, пригород Чикаго) — американский генетик человека, медицинский генетик, занималась также вопросами эволюции, специализируется на онкологии и в особенности на раке молочной железы.
Доктор философии (1973), профессор Вашингтонского университета; член Национальных Академии наук (2005) и Медицинской академии (1994) США, Американского философского общества (2012), иностранный член Французской АН (2009). Удостоена Национальной научной медали (2015) и многих других наград, ряда высокопрестижных и международных премий.

## Биография
Как рассказывала сама М.-К. Кинг, её мотивация в онкологии обусловлена смертью от рака её друга, когда они учились в старшей школе.
Окончила с отличием Карлтонский колледж (бакалавр математики, 1966), после чего занималась над докторской по биостатистике в Калифорнийском университете в Беркли.
Когда в 1970 году США вторглись в Камбоджу (см. Камбоджийская кампания), Мэри-Клэр Кинг организовала протестную демонстрацию в кампусе и оставила учёбу, когда нацгвардия удалила участвовавших в акциях студентов.
Прервав свои университетские занятия, под началом Ральфа Нейдера она проводила исследование влияния пестицидов на фермеров.
Вскоре Кинг возвратилась в университет, где переключилась на генетику — под руководством профессора Аллана Вильсона, вместе с которым продемонстрировала генетическое сходство между шимпанзе и человеком, и предположила, что они происходят от общего предка; в 1975 году Кинг и Вильсон опубликуют совместную книгу об этом «Evolution at Two Levels in Humans and Chimpanzees».
В 1973 году в Калифорнийском университете в Беркли она получила степень доктора философии по генетике. Затем в 1974—1976 годах постдок в Калифорнийском университете в Сан-Франциско. Преподавала в Чили.
C 1976 по 1995 год преподаватель генетики и эпидемиологии в Калифорнийском университете в Беркли.
Затем (с 1995) исследовательский профессор Американского онкологического общества в Вашингтонском университете; где продолжает онкологические исследования, а также установила генетическую обусловленность других заболеваний и отклонений, в частности, глухоты, аутизма и шизофрении.
Член Онкологического исследовательского центра Фреда Хатчинсона.
В 2012 году президент Американского общества генетики человека (American Society of Human Genetics).
В 2017 году лектор Cell Press — TNQ India Distinguished Lectureship Series.
Принимала участие в Human Genome Diversity Project.
Член Американской академии искусств и наук (1999) и Американской ассоциации содействия развитию науки, фелло Академии Американской ассоциации исследований рака (2013). Автор работ в Science, Nature, PNAS, Cell.
В 1984 году М.-К. Кинг применила свои генетические исследования для области защиты прав человека, способствовав воссоединению детей с родителями, разлученных во время «Грязной войны» в Аргентине, — доказав с помощью генетики их родство. М.-К. Кинг стала первопроходцем в этом направлении.
Она также сотрудничала с организациями «Врачи за права человека» и «Международная амнистия», помогая выявить пропавших без вести лиц в странах Южной и Центральной Америки, на Гаити, в Мексике, Руанде, бывшей Югославии и на Филиппинах.
Лаборатория Кинг работала с армией США, ООН и международными военными трибуналами.
Мэри-Клэр Кинг особенно известна выявленной ею связью между генами BRCA1 и BRCA2 с раком молочной железы и яичников.
Была замужем за зоологом Р. Колуэллом (развелись в 1980 году), у неё есть их совместная дочь Эмили Колуэлл (род. 1975).

## Награды и отличия
- 1994 — AACR G.H.A. Clowes Memorial Award
- 1996 — Jill Rose Award, Breast Cancer Research Foundation[англ.]
- 1997 — WICR Keynote Lecture
- 1999 — Brinker Award[англ.] for Breast Cancer Research, Komen Foundation
- 2004 — Премия Грубера по генетике
- Umberto Veronesi Award for the Future Fight Against Breast Cancer (2005)
- 2006 — Weizmann Women & Science Award[англ.]
- 2006 — Премия Хейнекена
- 2006 — Медаль Почёта, высшая награда Американского онкологического общества[8]
- 2010 — Double Helix Medal[англ.], Лаборатория в Колд-Спринг-Харбор
- 2010 — Pearl Meister Greengard Prize[англ.], Рокфеллеровский университет
- 2010 — Dawson Prize in Genetics, дублинский Тринити-колледж
- 2013 — Paul Ehrlich and Ludwig Darmstaedter Prize[англ.]
- 2014 — Hudson Alpha Life Sciences Prize
- 2014 — Премия Ласкера
- 2014 — Basser Global Prize
- 2014 — AACR Distinguished Lectureship in Breast Cancer Research
- 2015 — Национальная научная медаль США
- 2015 — Outstanding Investigator Award, National Cancer Institute[9]
- 2015 — Pro Bono Humanum Award, Galien Foundation[10]
- 2016 — Szent-Györgyi Prize for Progress in Cancer Research[англ.][11]
- 2016 — Академическая премия Турецкой академии наук[12]
- 2018 — Mendel Medal, Genetics Society[англ.][13]
- 2018 — Премия Дэна Дэвида
- 2018 — Премия Шао
- 2018 — Prinz-Mahidol-Preis[нем.]
- 2018 — Benjamin Franklin Medal (American Philosophical Society)[нем.]
- 2019 — Helen Dean King Award
- 2019 — Harvey Lecture[нем.][14]
- 2020 — William Allan Award[англ.]
- 2020 — William L. McGuire Memorial Lecture Award[15]
- 2021 — Международная премия Гайрднера
- 2022 — Warren Triennial Prize[16]
- Public Welfare Medal (2025)[17]

Почётный доктор 22 университетов и научно-исследовательских институтов по всему миру, в частности Гарвардского университета (2003).